# Aleksander Eller
Aleksander Eller fue un escultor de Estonia, nacido el 23 de febrero de 1891 en Tartu y fallecido el 26 de noviembre de 1971 en la misma ciudad. 

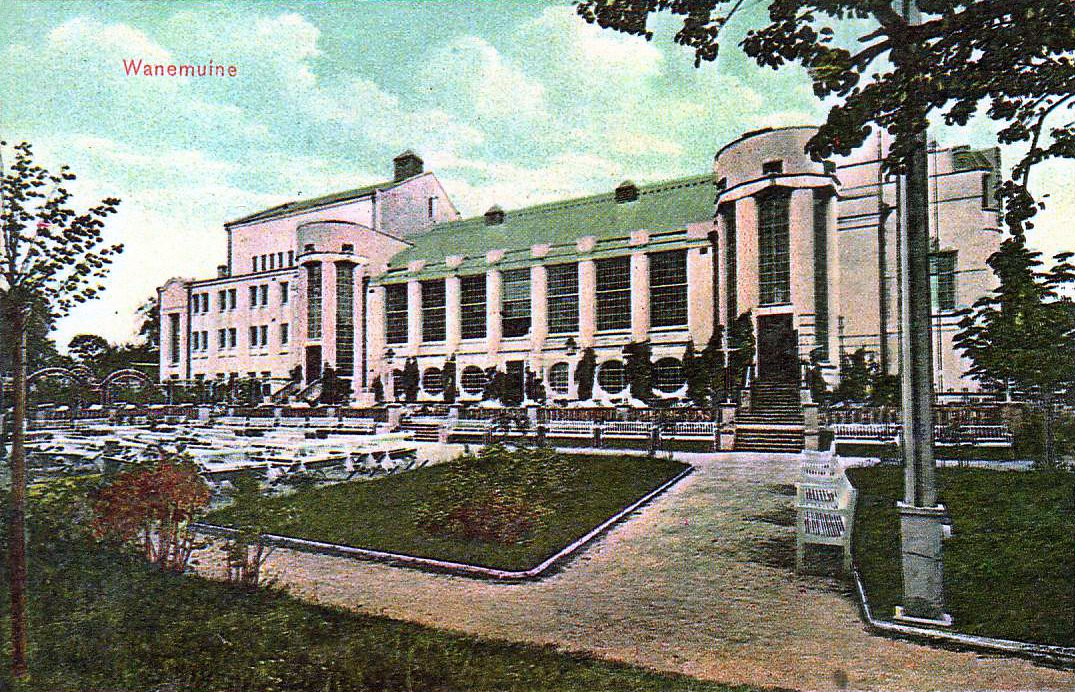
El Teatro Vanemuine en una postal de 1910.

## Datos biográficos
En el periodo comprendido entre 1921 y 1924 Aleksander Eller estudió en Berlín (1924-1926) y París (1926-1927), y completó su periplo formativo europeo en Viena y Roma. Su trabajo tiene un papel importante en el retrato, por su aproximación a la forma con equilibrio y rigurosidad.
Fue de 1927 a 1940 y a partir de 1954 artista independiente en Tartu. De 1941 a 1944 fue director del teatro Vanemuine.
En 1945 fue arrestado junto al pintor Varmo Pirk. De 1946 a 1949 estuvo exiliado en el Óblast de Tiumén.

## Obras
Es el autor de los retratos de K. Leberecht (1930) y J. Simm (1960) retratos; de los relieves “Põllumajandus-Agricultura” y “Tööstus-Industria” (1936, en el edificio de un antiguo banco, ahora en el vestíbulo del edificio de la sede del Ministerio de Educación en Tartu); lápida de la familia de S. Neumann (1936), en el cementerio de St. Paul de Tartu; lápida de la familia S. Aaslav (1958), cementerio de Raad de Tartu.
Trabajó en el monumento a la Guerra de la Independencia en Tartu.
Aleksander Eller está enterrado en el cementerio de Raad (María y San Pedro) en Tartu.

## Familia
Aleksander Eller fue hermano del compositor Heino Eller. Su hijo Ivo Eller-Mart es historiador de arte.